# Imshausen
Imshausen ist ein Ortsteil der Stadt Bebra im osthessischen Landkreis Hersfeld-Rotenburg. Er liegt inmitten der waldreichen Hügellandschaft zwischen den nordhessischen Städten Bebra und Sontra.

## Geschichte

### Ortsgeschichte
Imshausen wurde, soweit bekannt, erstmals 1278 in einer Urkunde des nahen Klosters Cornberg erwähnt.
Imshausen war schon früh ein Adelsdorf. Durch einen Park gelangt man zum Herrenhaus Imshausen, das mit seinen beiden Seitengebäuden eine dreiflügelige Anlage bildet. Das Herrenhaus war lange Zeit der Imshäuser Sitz der Familie von Trott zu Solz, die den Besitz um 1500 erworben hatten. Das Haus wurde 1791, zwei Jahre nach der Französischen Revolution, in deutlicher Anlehnung an den damals dominierenden französischen Baustil im Übergang vom Rokoko zum Klassizismus, von Rudolf von Trott zu Solz und seiner Frau Eleonore Christiane (geb. von Leyser) erbaut.
Ein Abkömmling der Familie von Trott zu Solz ist der Widerstandskämpfer Adam von Trott zu Solz, der mit seinen Eltern und Geschwistern von 1919 bis 1921 im Herrenhaus wohnte. 1947/48 traf sich hier die Gesellschaft Imshausen, eine Vereinigung von Personen aus allen vier Besatzungszonen, um Fragen der deutschen Neuordnung zu diskutieren. Von 1950 bis 1995 war das Haus Sitz der von seiner Schwester Vera von Trott zu Solz gegründeten Kommunität Imshausen, die heute den Tannenhof oberhalb Imshausens bewohnt. Die Kommunität regte auch die Gründung der Stiftung Adam von Trott an, die heute das Herrenhaus und die beiden Flügelgebäude, das durch den Ausbau einer ehemaligen Scheune entstandene Visser ’t Hooft-Haus und den Westflügel, der ehemals als Kutscherwohnung und Remise gedient hat, als Tagungs- und Begegnungsstätte nutzt.
Oberhalb Imshausens erinnert ein Gedenkkreuz an Adam von Trott zu Solz und die anderen am Attentat vom 20. Juli 1944 Beteiligten. Hier findet seit 1984 jedes Jahr am Jahrestag des Attentats eine öffentliche Gedenkfeier statt, die von der Stiftung Adam von Trott und dem SPD-Unterbezirk Hersfeld-Rotenburg gemeinsam veranstaltet wird.

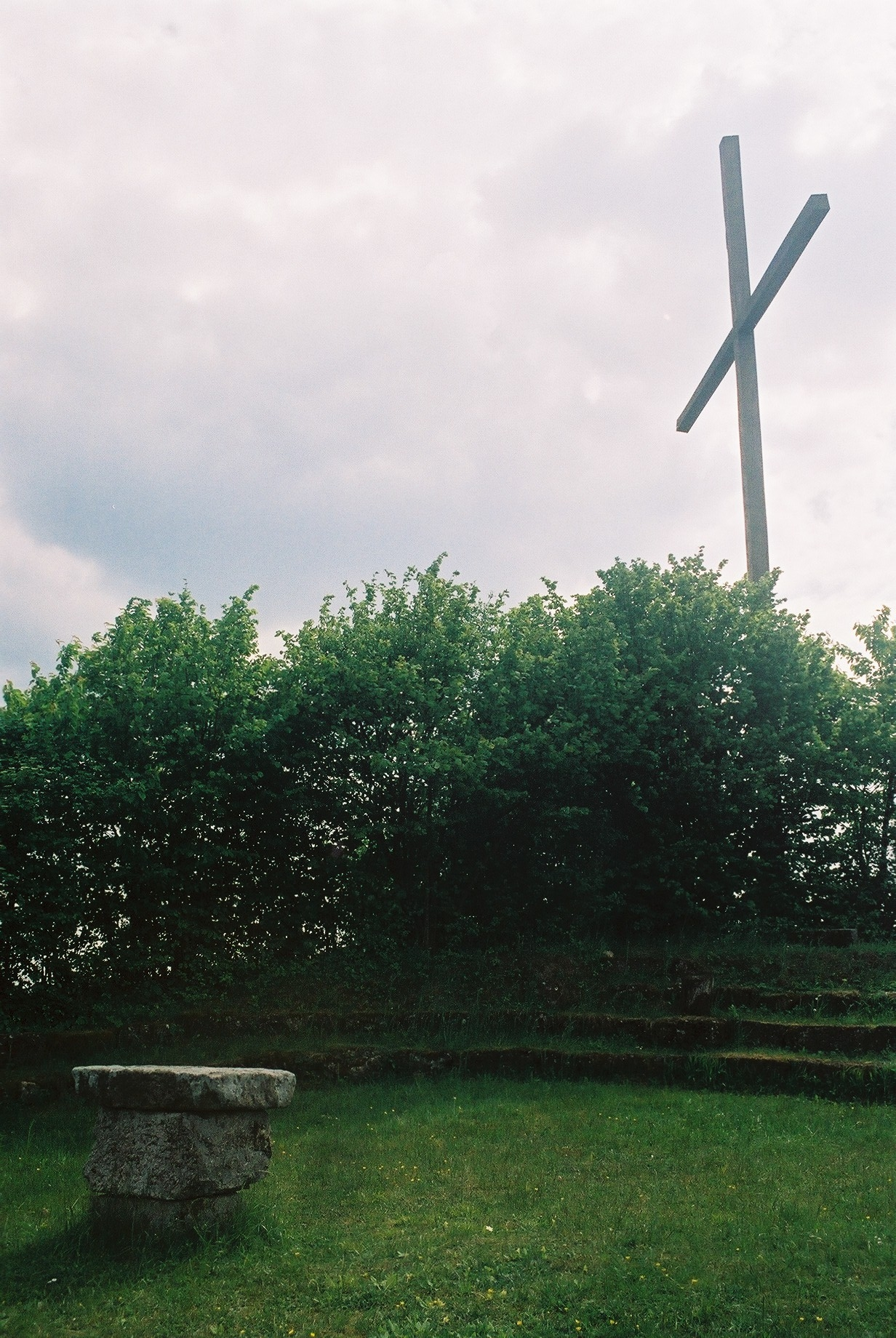
Gedenkstätte für Adam von Trott zu Solz bei Imshausen
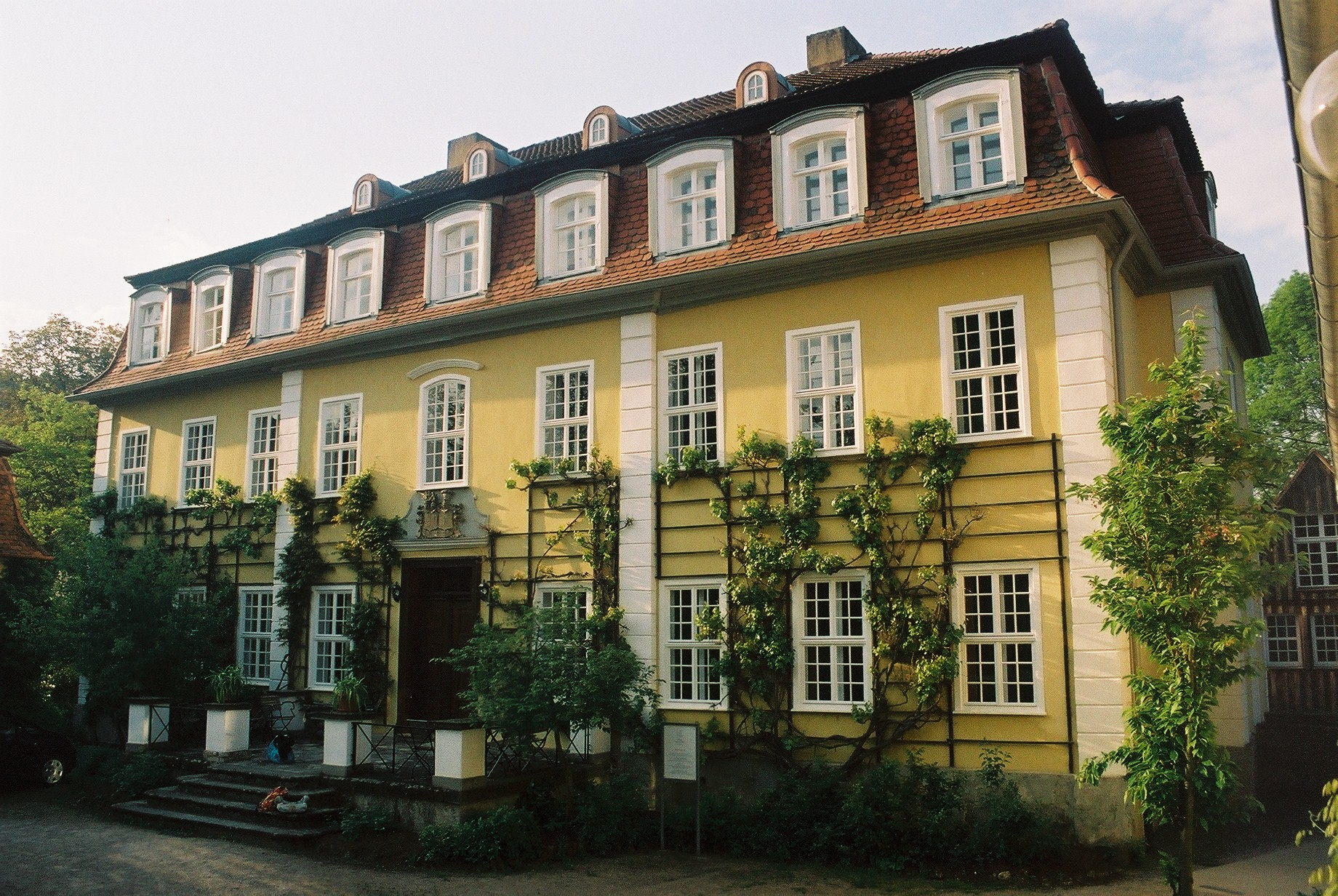
Im Herrenhaus in Imshausen ist heute die Stiftung Adam von Trott Imshausen untergebracht

Hessische Gebietsreform (1970–1977)
Im Zuge der Gebietsreform in Hessen wurde die bis dahin selbständige Gemeinde Imshausen zum 31. Dezember 1971 zusammen mit weiteren Gemeinden auf freiwilliger Basis in die Stadt Bebra eingegliedert. Für Imshausen und die weiteren nach Bebra eingegliederten Gemeinden wurde je ein Ortsbezirk gebildet.

### Verwaltungsgeschichte im Überblick
Die folgende Liste zeigt die Staaten und Verwaltungseinheiten, denen Imshausen angehört(e):
- vor 1567: Heiliges Römisches Reich, Landgrafschaft Hessen
- ab 1567: Heiliges Römisches Reich, Landgrafschaft Hessen-Kassel
  - 1627–1834: Landgrafschaft Hessen-Rotenburg (sogenannte Rotenburger Quart), teilsouveränes Fürstentum unter reichsrechtlicher Oberhoheit der Landgrafschaft Hessen-Kassel bzw. des Kurfürstentums Hessen, Amt Rotenburg
- 1787: Heiliges Römisches Reich, Landgrafschaft Hessen-Kassel, Amt Rotenburg
- ab 1806: Landgrafschaft Hessen-Kassel, Amt Rotenburg
- 1807–1813: Königreich Westphalen, Departement der Werra, Distrikt Hersfeld, Kanton Nentershausen
- ab 1815: Kurfürstentum Hessen, Niederhessen, Amt Rotenburg[9]
- ab 1821/22: Kurfürstentum Hessen, Provinz Niederhessen, Kreis Rotenburg[10][Anm. 2]
- ab 1848: Kurfürstentum Hessen, Bezirk Hersfeld
- ab 1851: Kurfürstentum Hessen, Provinz Niederhessen, Kreis Rotenburg
- ab 1867: Königreich Preußen, Provinz Hessen-Nassau, Regierungsbezirk Kassel, Kreis Rotenburg
- ab 1871: Deutsches Reich,  Königreich Preußen, Provinz Hessen-Nassau, Regierungsbezirk Kassel, Kreis Rotenburg
- ab 1918: Deutsches Reich, Freistaat Preußen, Provinz Hessen-Nassau, Regierungsbezirk Kassel, Kreis Rotenburg
- ab 1944: Deutsches Reich, Freistaat Preußen, Provinz Kurhessen, Landkreis Rotenburg
- ab 1945: Amerikanische Besatzungszone, Groß-Hessen, Regierungsbezirk Kassel, Landkreis Rotenburg
- ab 1946: Amerikanische Besatzungszone, Hessen, Regierungsbezirk Kassel, Landkreis Rotenburg
- ab 1949: Bundesrepublik Deutschland, Hessen, Regierungsbezirk Kassel, Landkreis Rotenburg
- ab 1972: Bundesrepublik Deutschland, Hessen, Regierungsbezirk Kassel, Landkreis Hersfeld-Rotenburg, Stadt Bebra[Anm. 3]

### Bevölkerung
Einwohnerstruktur 2011
Nach den Erhebungen des Zensus 2011 lebten am Stichtag dem 9. Mai 2011 in Imshausen 144 Einwohner. Darunter waren keine Ausländer. Nach dem Lebensalter waren 12 Einwohner unter 18 Jahren, 54 zwischen 18 und 49, 39 zwischen 50 und 64 und 39 Einwohner waren älter. Die Einwohner lebten in 57 Haushalten. Davon waren 15 Singlehaushalte, 18 Paare ohne Kinder und 18 Paare mit Kindern, sowie 6 Alleinerziehende und keine Wohngemeinschaften. In 9 Haushalten lebten ausschließlich Senioren und in 33 Haushaltungen lebten keine Senioren.
Einwohnerentwicklung
| Imshausen: Einwohnerzahlen von 1834 bis 2018 | Imshausen: Einwohnerzahlen von 1834 bis 2018 | Imshausen: Einwohnerzahlen von 1834 bis 2018 | Imshausen: Einwohnerzahlen von 1834 bis 2018 | Imshausen: Einwohnerzahlen von 1834 bis 2018 |
| --- | -------------------------------------------- | -------------------------------------------- | -------------------------------------------- | -------------------------------------------- |
| Jahr |                                              |                                              |                                              | Einwohner                                    |
| 1834 | 1834                                         |                                              | 189                                          | 189                                          |
| 1840 | 1840                                         |                                              | 188                                          | 188                                          |
| 1846 | 1846                                         |                                              | 184                                          | 184                                          |
| 1852 | 1852                                         |                                              | 191                                          | 191                                          |
| 1858 | 1858                                         |                                              | 196                                          | 196                                          |
| 1864 | 1864                                         |                                              | 203                                          | 203                                          |
| 1871 | 1871                                         |                                              | 154                                          | 154                                          |
| 1875 | 1875                                         |                                              | 136                                          | 136                                          |
| 1885 | 1885                                         |                                              | 156                                          | 156                                          |
| 1895 | 1895                                         |                                              | 133                                          | 133                                          |
| 1905 | 1905                                         |                                              | 145                                          | 145                                          |
| 1910 | 1910                                         |                                              | 135                                          | 135                                          |
| 1925 | 1925                                         |                                              | 163                                          | 163                                          |
| 1939 | 1939                                         |                                              | 137                                          | 137                                          |
| 1946 | 1946                                         |                                              | 267                                          | 267                                          |
| 1950 | 1950                                         |                                              | 290                                          | 290                                          |
| 1956 | 1956                                         |                                              | 265                                          | 265                                          |
| 1961 | 1961                                         |                                              | 277                                          | 277                                          |
| 1967 | 1967                                         |                                              | 249                                          | 249                                          |
| 1970 | 1970                                         |                                              | 224                                          | 224                                          |
| 1980 | 1980                                         |                                              | ?                                            | ?                                            |
| 1990 | 1990                                         |                                              | ?                                            | ?                                            |
| 2000 | 2000                                         |                                              | ?                                            | ?                                            |
| 2011 | 2011                                         |                                              | 144                                          | 144                                          |
| 2018 | 2018                                         |                                              | 165                                          | 165                                          |
| Datenquelle: Historisches Gemeindeverzeichnis für Hessen: Die Bevölkerung der Gemeinden 1834 bis 1967. Wiesbaden: Hessisches Statistisches Landesamt, 1968. Weitere Quellen: LAGIS; Stadt Bebra; Zensus 2011 |                                              |                                              |                                              |                                              |

Historische Religionszugehörigkeit
| • 1885: | 152 evangelische (= 97,44 %), ein katholischer (= 0,64 %), drei jüdische (= 1,92 %) Einwohner |
| • 1961: | 260 evangelische (= 93,86 %), 9 katholische (= 3,25 %) Einwohner                              |

## Politik
Für Imshausen besteht ein Ortsbezirk (Gebiete der ehemaligen Gemeinde Imshausen) mit Ortsbeirat und Ortsvorsteher nach der Hessischen Gemeindeordnung.
Der Ortsbeirat besteht aus fünf Mitgliedern. Bei den Kommunalwahlen in Hessen 2021 betrug die Wahlbeteiligung zum Ortsbeirat 72,90 %. Alle Kandidaten gehörten der „Freien Wählergemeinschaft Imshausen“ an. Der Ortsbeirat wählte Gudrun Gundlach zur Ortsvorsteherin.